# Koepelkerk (Maastricht)
De Koepelkerk, officieel Heilig Hart van Jezuskerk, is een monumentale koepelkerk in de Nederlandse stad Maastricht. Het kerkgebouw bevindt zich op een steenworp afstand van het Station Maastricht op de hoek van de Scharnerweg en de Heerderweg in Wyckerpoort in Maastricht-Oost. De kerk is vanaf het begin in gebruik geweest als rooms-katholieke parochiekerk van de parochie van het Heilig Hart van Jezus. Het gebouw biedt sinds 2021 tevens onderdak aan een Eritrees-orthodoxe geloofsgemeenschap.

## Geschiedenis
De parochie van het Heilig Hart werd in 1911 opgericht door de Priestercongregatie van het Heilig Hart van Jezus (Latijn: Congregatio sacerdotum a S. Corde Iesu of s.c.i.), een door de Franse priester Leo Dehon in 1877 gestichte congregatie, ook bekend als dehonianen. Aanvankelijk was het nog geen volwaardige parochie, maar een rectoraat, met rector Cornelis Hubertus Luyten aan het hoofd. Het rectoraat bevond zich toen nog binnen de grenzen van de gemeente Heer. Dit deel van de gemeente werd in 1920 bij Maastricht gevoegd. Mogelijk liep de bouw van de kerk vertraging op doordat de congregatie rond dezelfde tijd bezig was met een ander groot project in Heer, de bouw van het voogdijgesticht St. Joseph (destijds ook in Heer gelegen). Van 1911 tot 1923 werd gebruik gemaakt van een noodkerk aan de Heerderweg, die later werd verbouwd tot parochiehuis.
De Koepelkerk werd ontworpen door de toen 27-jarige architect Alphons Boosten, geassisteerd door de 23-jarige Jos Ritzen. De bouw werd gegund aan de Internationale Betonmij. De eerstesteenlegging vond plaats op 3 juni 1921 door Mgr. Mannens van het grootseminarie van het bisdom Roermond. De kerkwijding door deken Receveur van Wyck vond plaats op 23 december 1923. De bouw ging gepaard met financiële tegenvallers. In 1921 was een bedrag van 350.000 gulden begroot, wat al snel ontoereikend bleek. In 1929 werden twee bouwvolumes, waaronder de doopkapel, toegevoegd. De kerk werd pas in 1953 in de huidige vorm voltooid. Het ontwerp voorzag oorspronkelijk in twee monumentale torens aan de voorzijde, aan weerszijden van de hoofdingang. Deze zijn echter nooit gebouwd.
De kerk is met zijn opvallend voorkomen en gebruik van moderne materialen (gewapend beton) een gezichtsbepalend en geliefd gebouw in Maastricht. Deze waardering was er echter niet vanaf het begin. In het traditioneel ingestelde Maastricht vond men het een controversieel ontwerp. Ook het bisdom Roermond had moeite met het moderne en atypische uiterlijk van de kerk. Men vond haar te veel lijken op een moskee. Omdat het hier echter de kerk van een kloosterorde betrof kon het bisdom de bouw niet verhinderen. Wel kreeg Boosten lange tijd geen kerkelijke opdrachten meer.
In 1997 werd het gebouw een rijksmonument. Eind 2021 lanceerde de architect en stedenbouwkundige Jo Coenen, samen met de econoom en oud-rector magnificus van de Universiteit Maastricht Luc Soete, een plan voor de gedeeltelijke ondertunneling van de zuidelijke spoorzone in Maastricht. Het voorstel, dat geheel op eigen initiatief en op persoonlijke titel was uitgewerkt, werd in 2022 gepresenteerd in het Centre Céramique. De maquette van het gebied toonde de Koepelkerk met de twee nooit gebouwde torens uit het oorspronkelijke plan van Boosten en Ritzen. Concrete plannen voor de bouw van de torens zijn er niet.

Vanaf 2021 maakt ook de Eritrees-Orthodoxe Tewahedo Kerk gebruik van het gebouw. De regio Zuid-Limburg telt circa 2500 inwoners van Eritrese origine. Priester en voorganger is Sirak Tewelde Tsegai. De Eritrese geloofsgemeenschap houdt haar diensten op zaterdag, terwijl de rooms-katholieken op zondag de mis vieren. Voorganger van de katholieke parochie van het Heilig Hart van Jezus, tevens voorzitter van het parochiebestuur, is pastoor mgr. Everard de Jong, die daarnaast voorganger is in enkele andere kerken in Maastricht-Oost, alsmede hulpbisschop van Roermond.

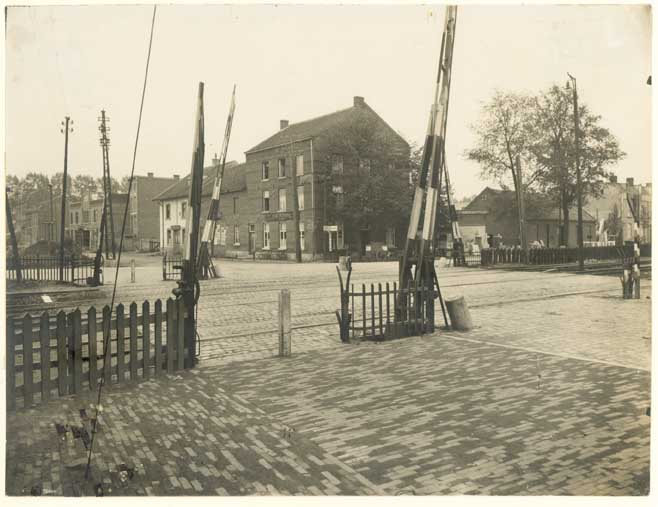
Hoek Scharnerweg-Heerderweg, vóór 1921
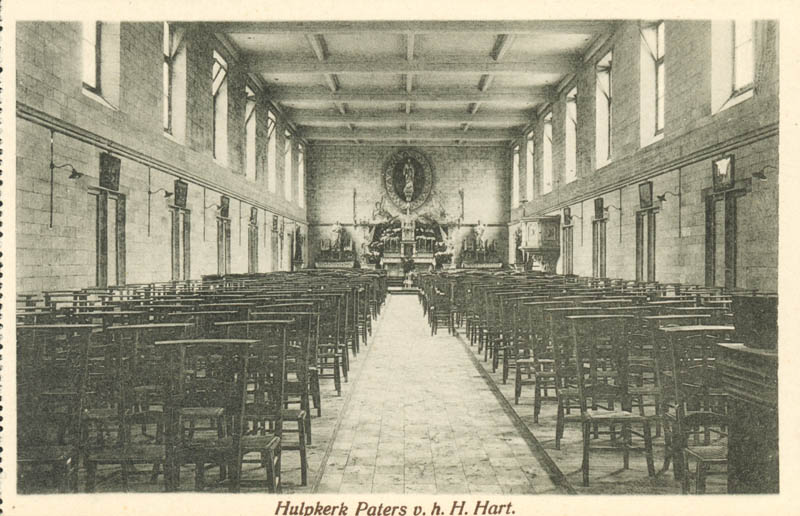
Interieur noodkerk, ca. 1921
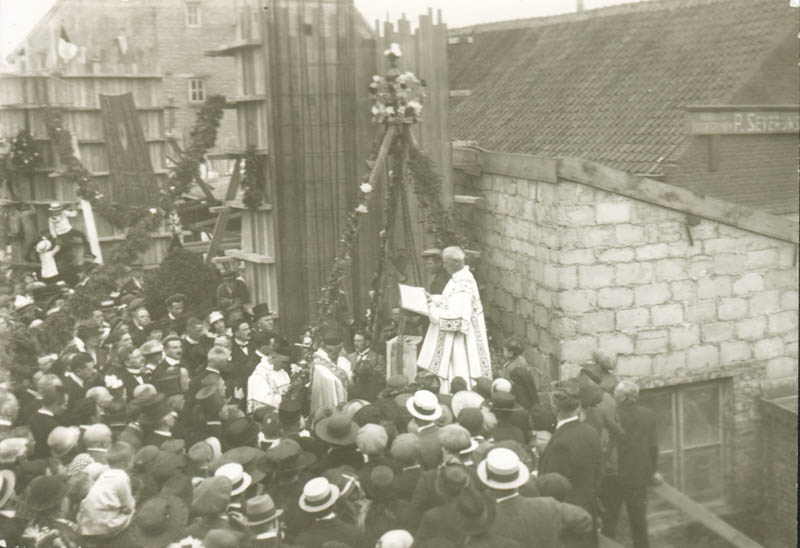
Eerstesteenlegging, 1921
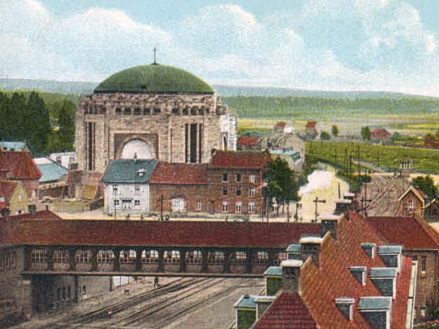
Onvoltooide kerk vóór de sloop van de hoekpanden, ca. 1925

## Beschrijving

### Exterieur

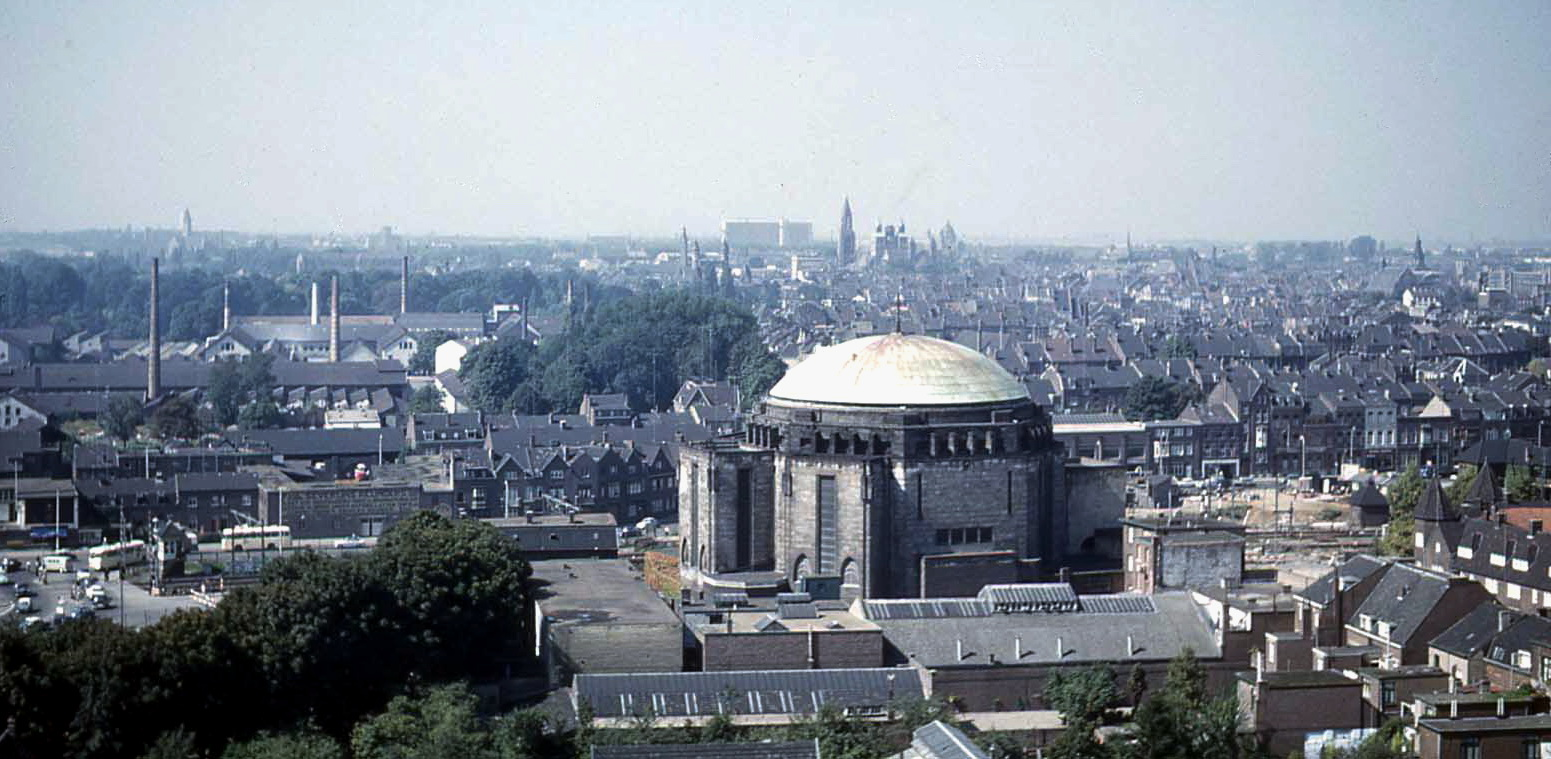
De Koepelkerk vanuit het oosten, waarschijnlijk gefotografeerd vanaf de Oranjepleinflat (ca. 1965)

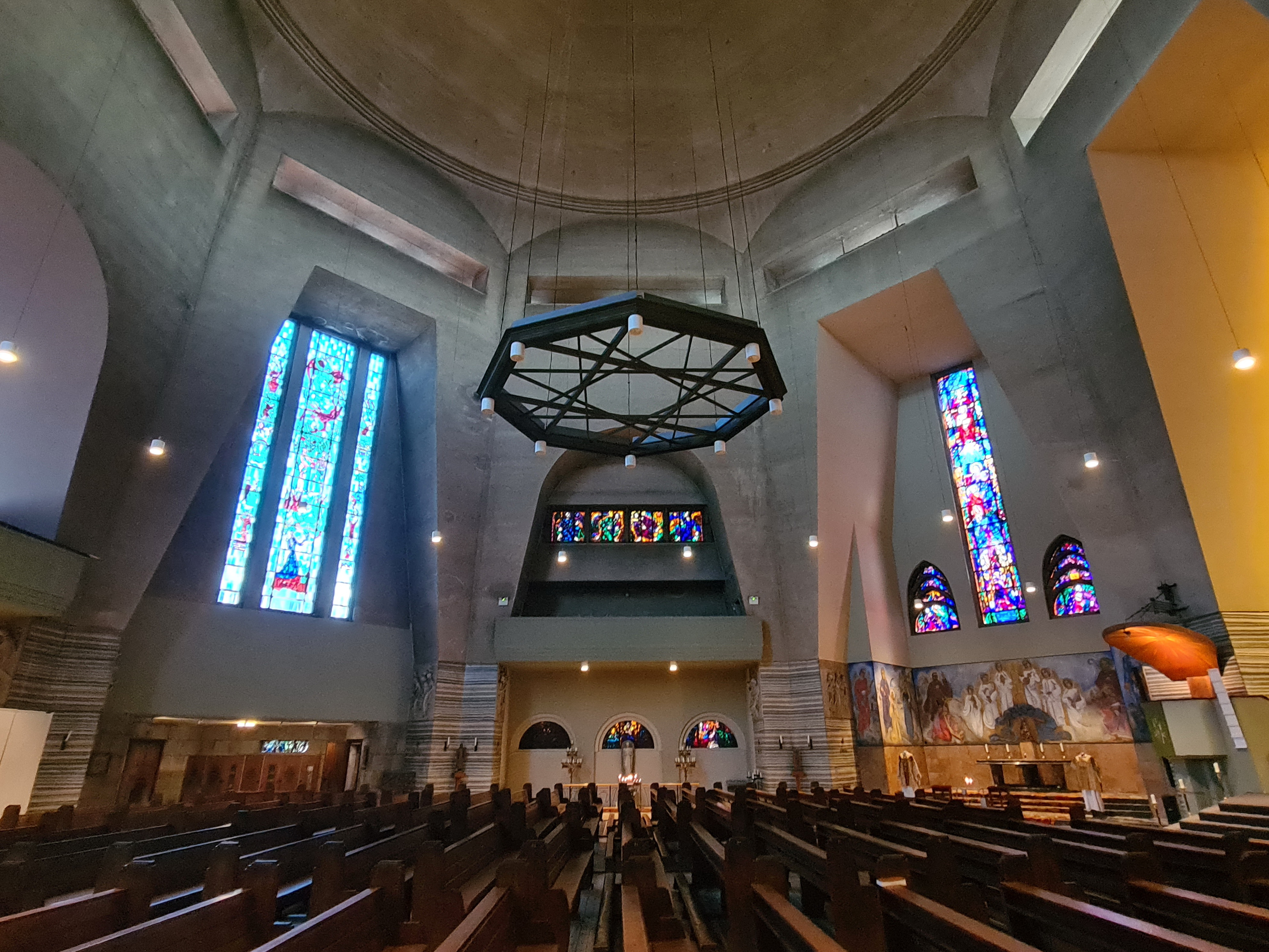
Interieur naar het oosten. De kerk is niet-georiënteerd; het koor bevindt zich rechts

De Koepelkerk heeft een achthoekige plattegrond, waaraan een krans van rechthoekige bouwvolumes is toegevoegd. Het skelet van de centraalbouw bestaat uit een dubbele betonnen koepel, gestut door acht schuin geplaatste pijlers. De kerk is aan de buitenkant bekleed met zwarte basaltlava (plinten), Kunradersteen en kalksteen uit de Eifel. Omdat deze laatste steensoort snel verweerde en zwart uitsloeg, werd bij de latere uitbreidingen gebruik gemaakt van harde tufsteen. De koepel is bekleed met koper, dat groen is verkleurd. Op het hoogste punt staat een kruis.
De ingang aan de noordwestzijde (hoek Heerderweg-Scharnerweg) is symmetrisch opgebouwd van blokken tufsteen in een geometrisch patroon, waartussen zich een brede trap bevindt die naar de drie gescheiden deuren leidt. De toegang aan de noordoostzijde (Scharnerweg) heeft een trapsgewijs teruglopend portiek in een in hoogte verspringend geometrisch bouwvolume.
Scharnerweg 169, ter linkerzijde van de kerk, is een winkel-woongebouw van vier bouwlagen, dat in 1932 in opdracht van de paters van het Heilig Hart van Jezus tot stand kwam, eveneens naar ontwerp van Alphons Boosten. Het gebouw is opgetrokken in rode baksteen en heeft een sobere vormgeving. Bijzonder zijn de vooruitstekende stalen winkeletalages, geplaatst in holten in de gevel. De voordeur van de bovenwoningen is nog oorspronkelijk. De bovenverdiepingen waren oorspronkelijk in gebruik als woonruimte voor de paters. Het gebouw is een gemeentelijk monument.

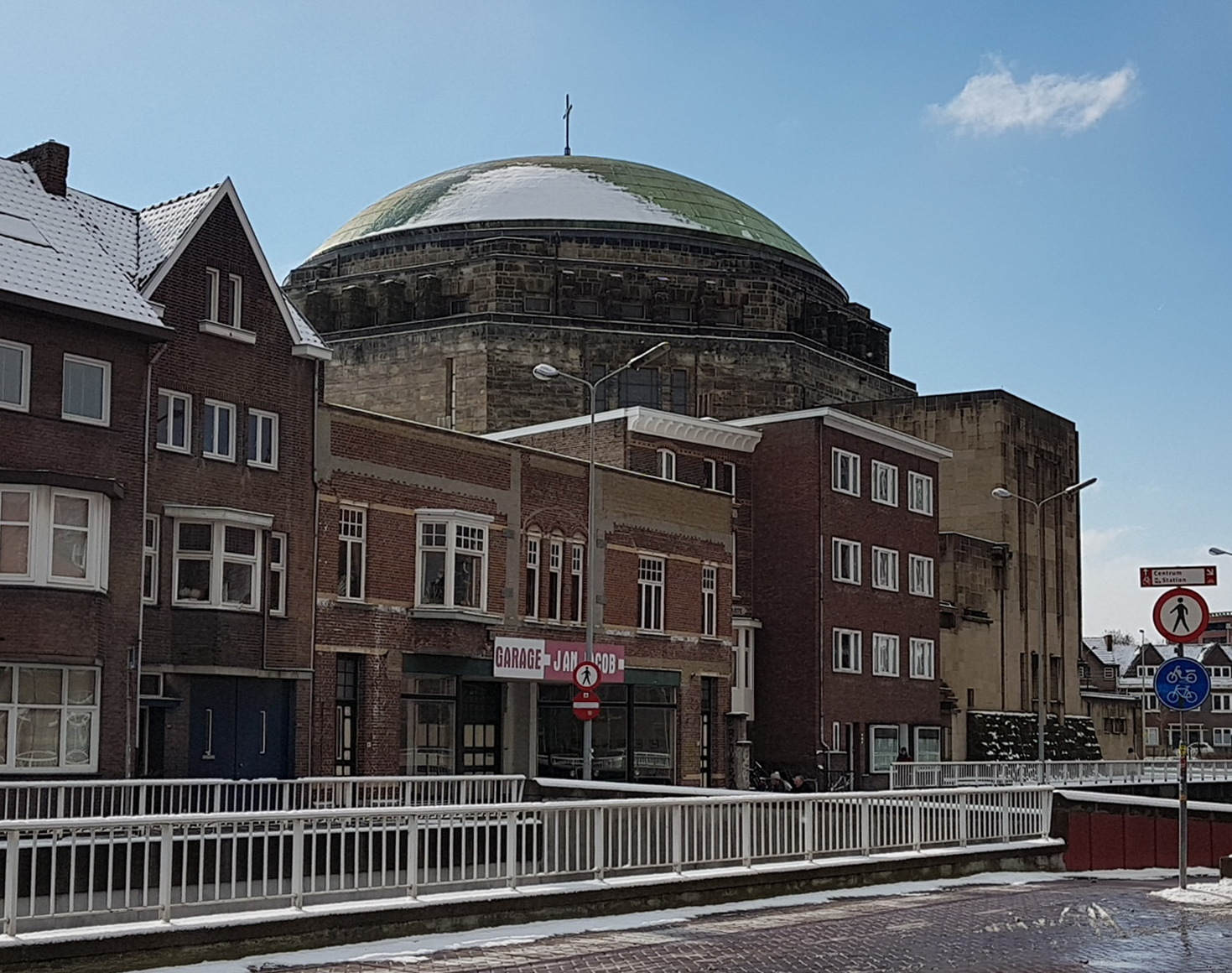
De kerk vanaf de Scharnerweg (bijna geheel rechts nr. 169)
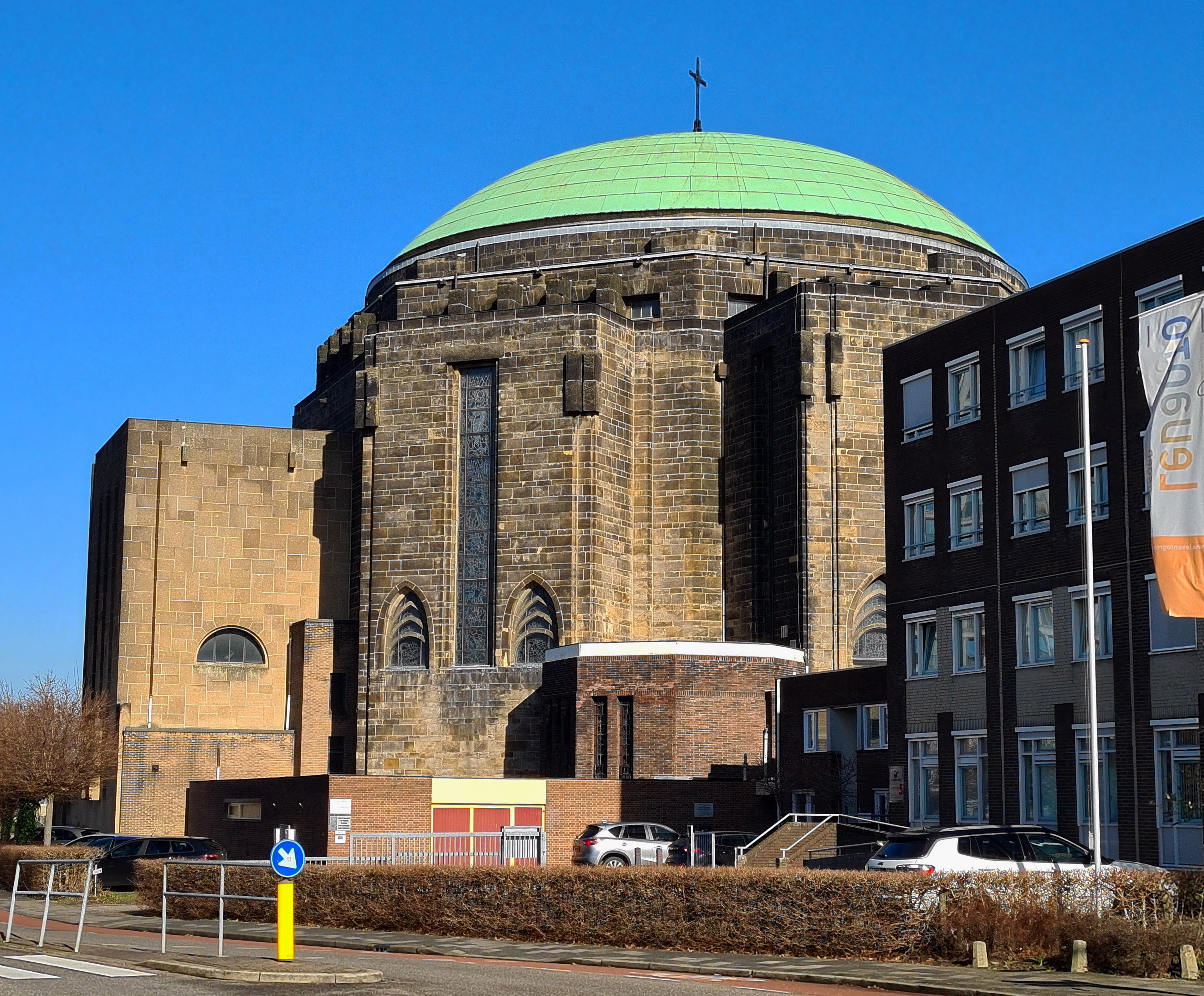
De kerk vanuit het zuiden (Heerderweg)
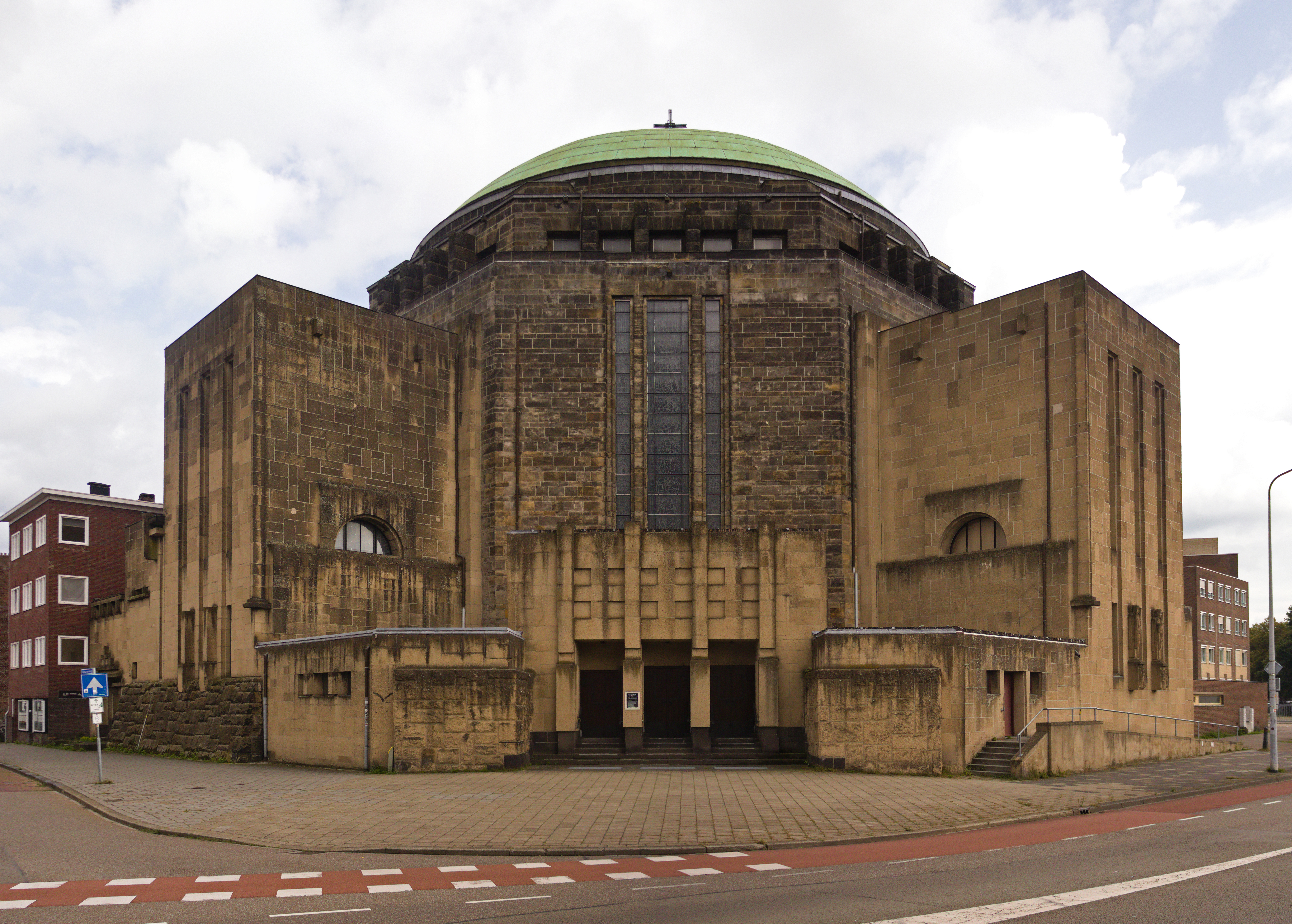
Hoek Scharnerweg-Heerderweg met entree
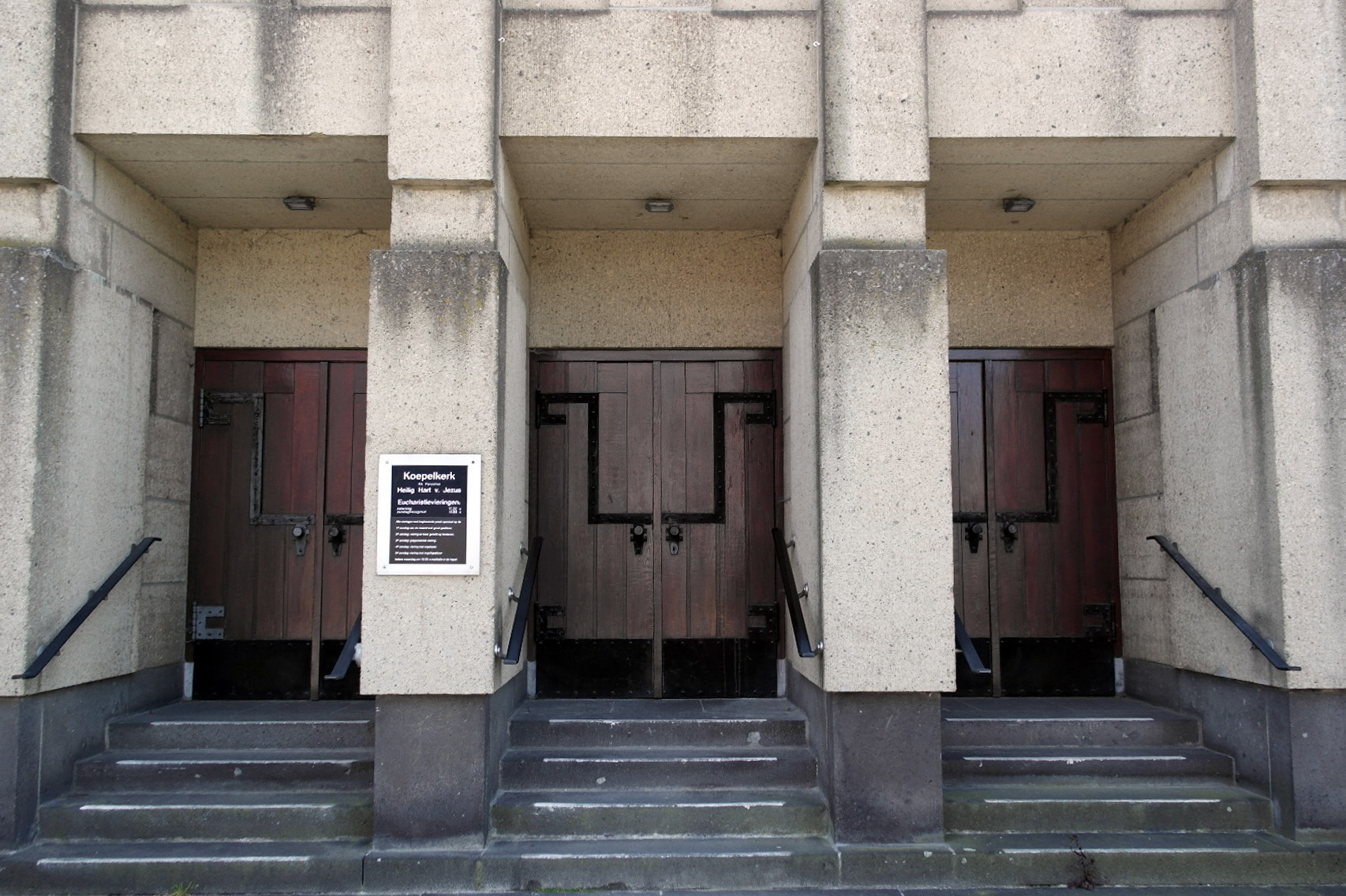
Detail van de entree

### Interieur
Het interieur bestaat uit een grote open ruimte in de vorm van een achthoek, omgeven door de rechthoekige entree, het priesterkoor en de zijkapellen. De kerk biedt ruimte aan 1200 kerkgangers. De pijlers zijn in de muren weggewerkt, waarmee ze dezelfde schuine lijn volgen. Het reusachtige koepelgewelf (hoogte: 29 m; middellijn: 24 m) is onbeschilderd. De zijkapellen hebben betonnen cassetteplafonds. De wanden zijn deels bekleed met marmer, maar de betonstructuur is grotendeels in het zicht gelaten. Van de 12 soorten marmer die in het interieur gebruikt werden, springt het groen-grijs gestreepte Cipollino-marmer van de lambrisering het meest in het oog.
De kerk bevat een schat aan kerkelijke kunst uit de eerste helft van de 20e eeuw. Zo zijn er 23 glas in loodramen van Henri Jonas, muurschilderingen van Jonas, Eugène Laudy en Daan Wildschut, kruiswegstaties van Charles Eyck, een piëta van Charles Vos, een Christoffelbeeld van Gerard Hack en heiligenbeelden van Gène Eggen. Boosten zelf tekende voor het marmeren hoofdaltaar (met koperen retabels van Edelsmidse Brom uit Utrecht).

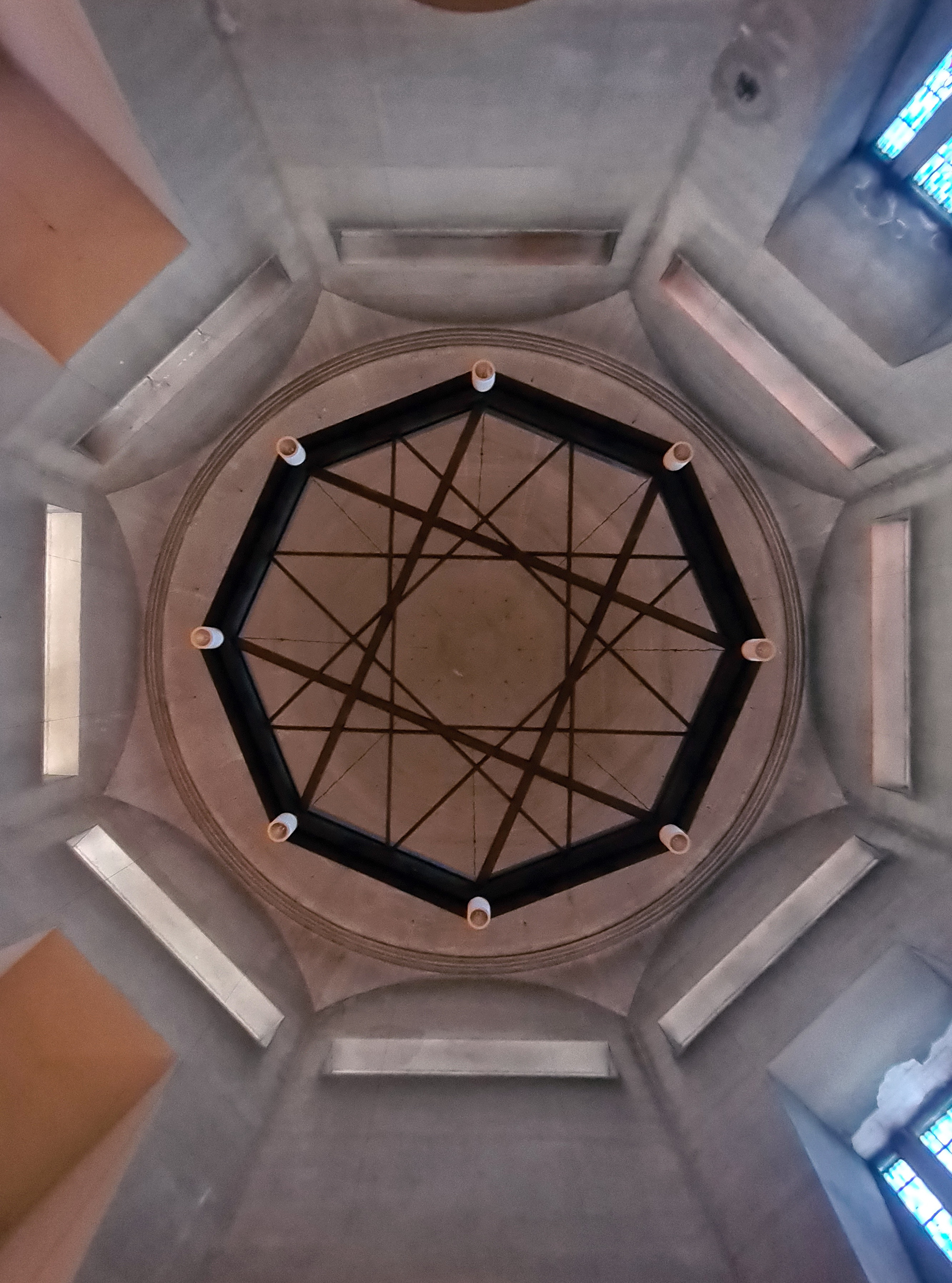
Koepelgewelf en kroonluchter
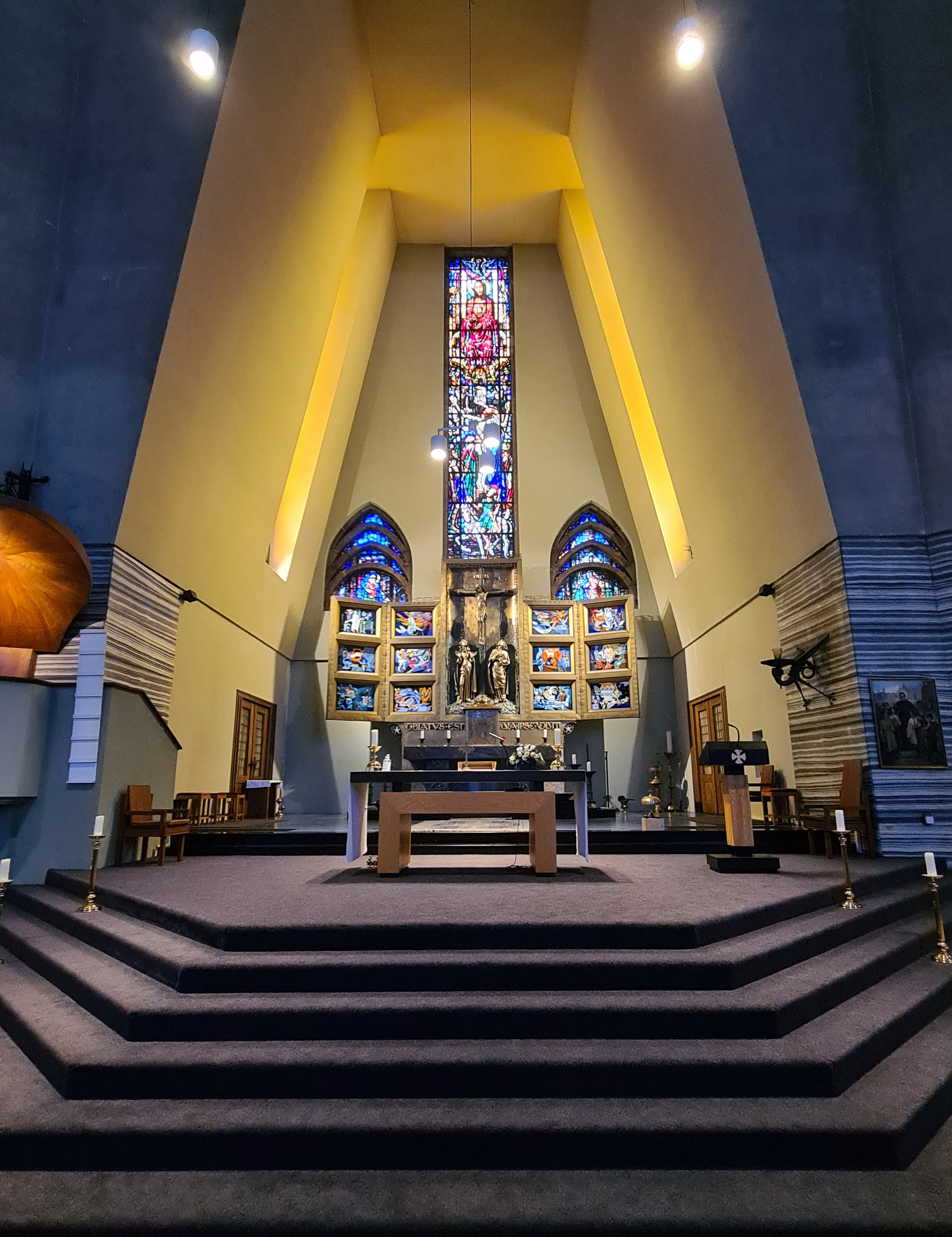
Zicht op het hoofdaltaar
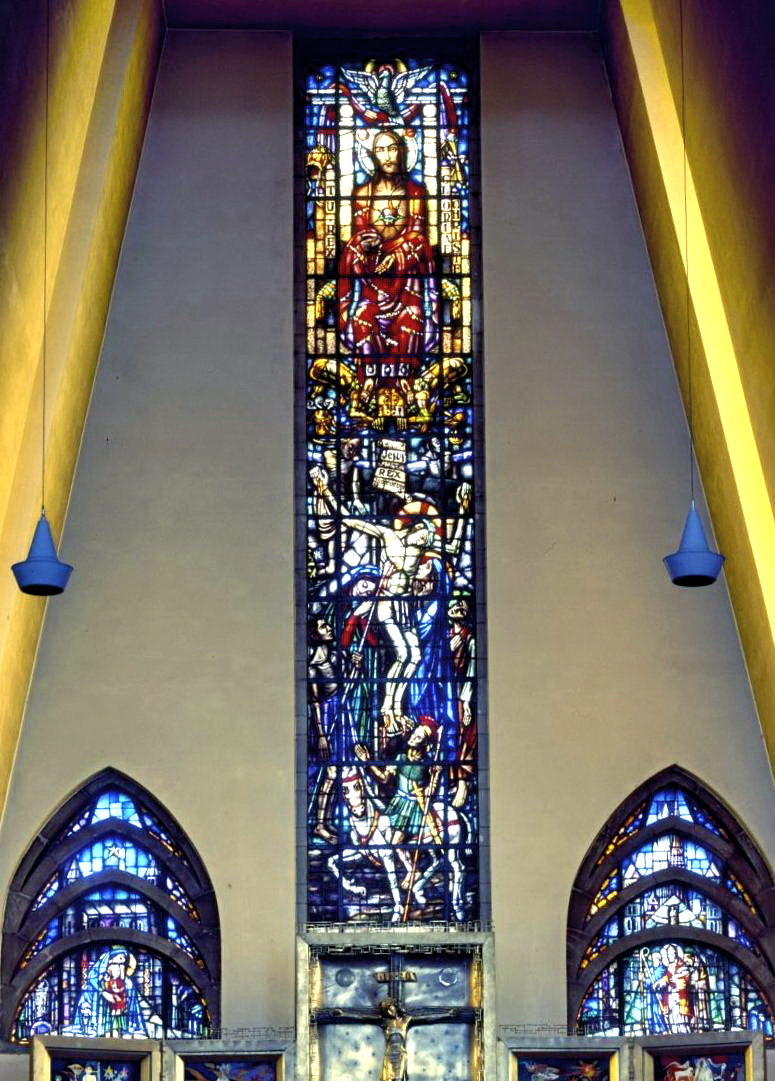
Glas-in-loodramen van Henri Jonas boven het altaar
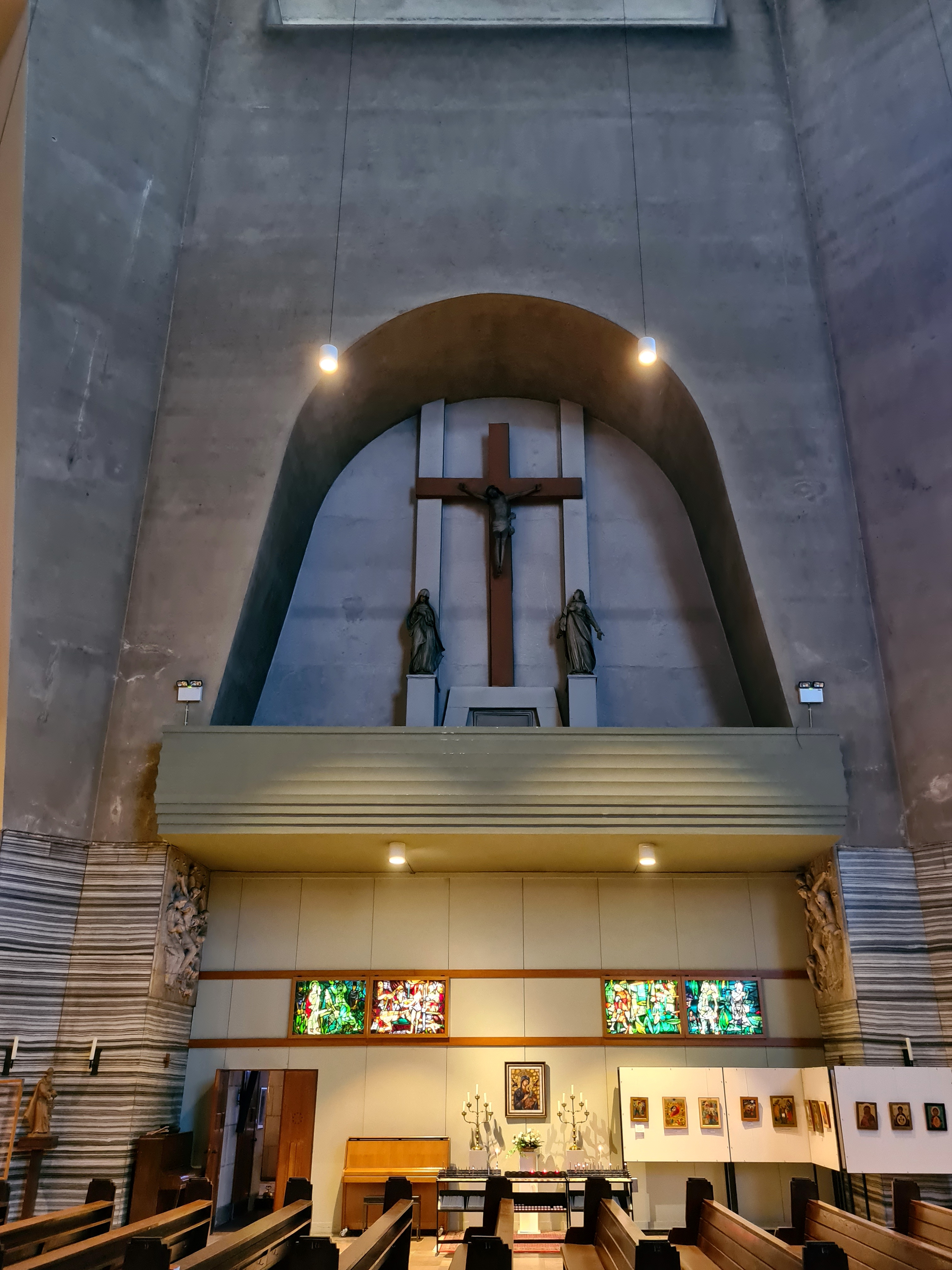
Nis met calvariegroep

### Orgel
De kerk beschikte sinds 1967 over een orgel gebouwd door de orgelbouwer L. Verschueren uit Heythuysen. In 2015 was het orgel versleten en werd het vervangen door een Monarke-orgel van de firma Johannus. Dit betreft een drie-klaviers hybride orgel (deels pijporgel, deels elektronisch), waarbij een deel van de orgelpijpen van het oude orgel werd hergebruikt. Daarnaast is er een klein koororgel aanwezig.

### Silhouet
Ondanks het ontbreken van de geplande torens is de Koepelkerk door zijn vormgeving een herkenbaar element in het Maastrichtse stadssilhouet. De toevoeging van enkele hogere gebouwen in de omgeving (Toren van Siza, 2001; De Colonel, 2003) heeft daar weinig aan veranderd. Reizigers die per trein vanuit het noorden in Maastricht aankomen, zien de markante koepel al vanaf enige afstand opdoemen in het zuiden.

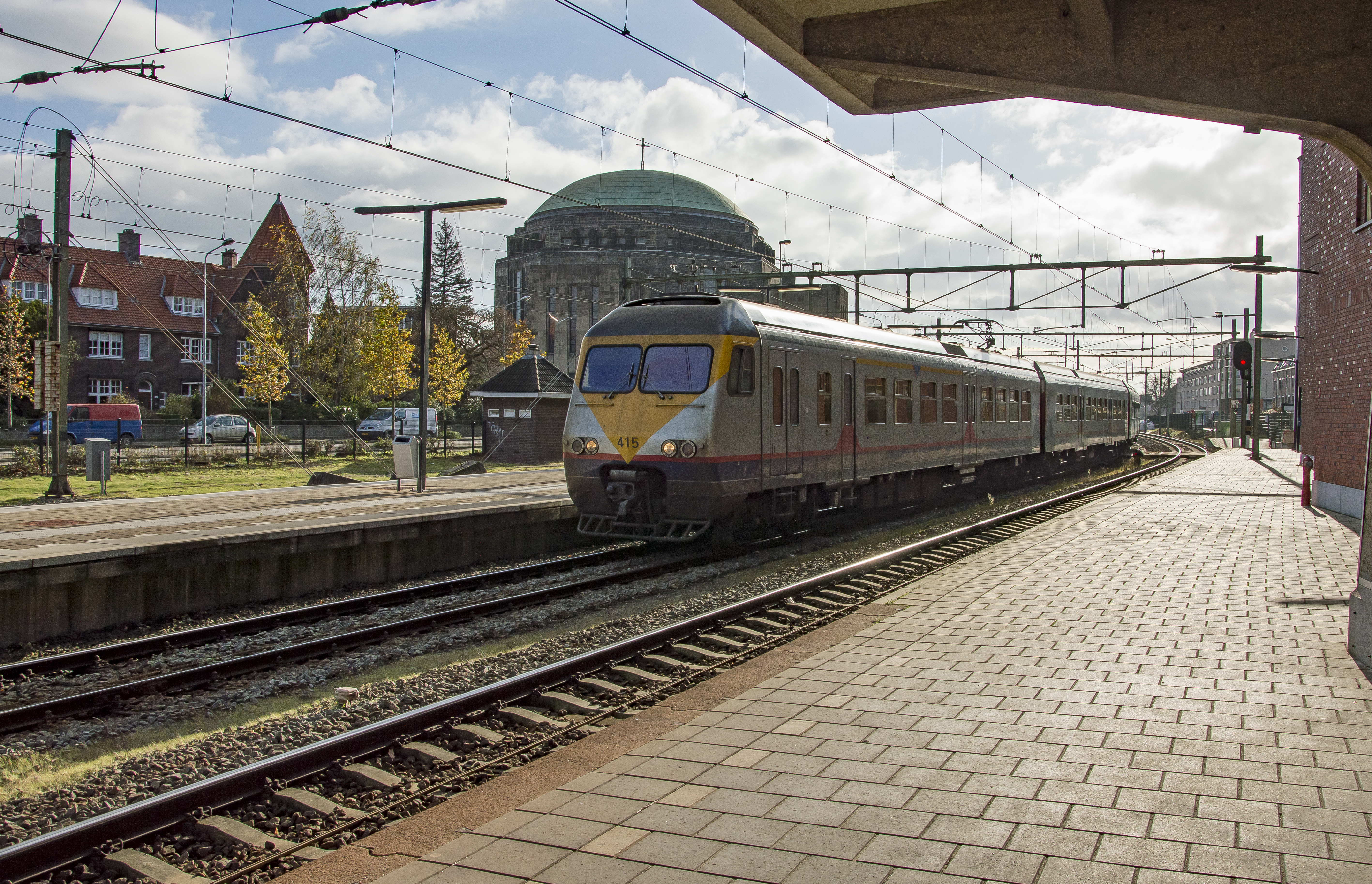
De kerk vanaf het station
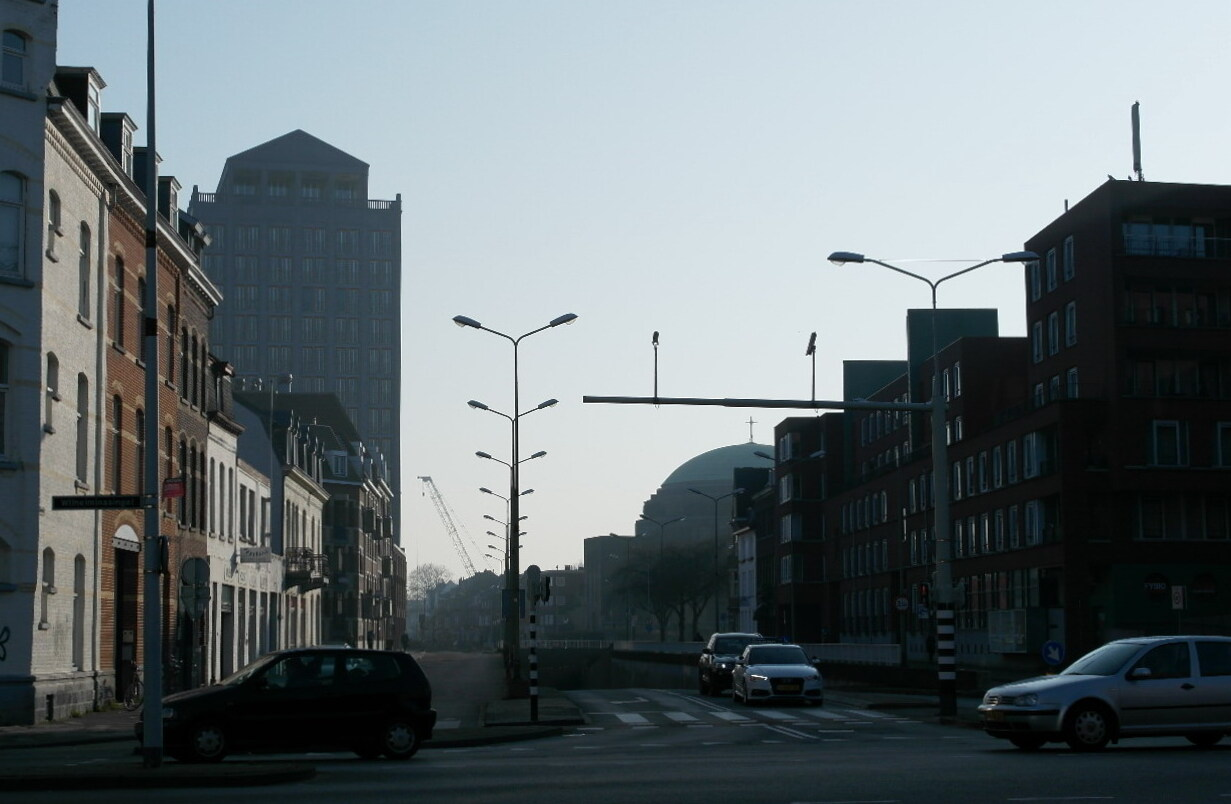
Vanaf de Wilhelminasingel
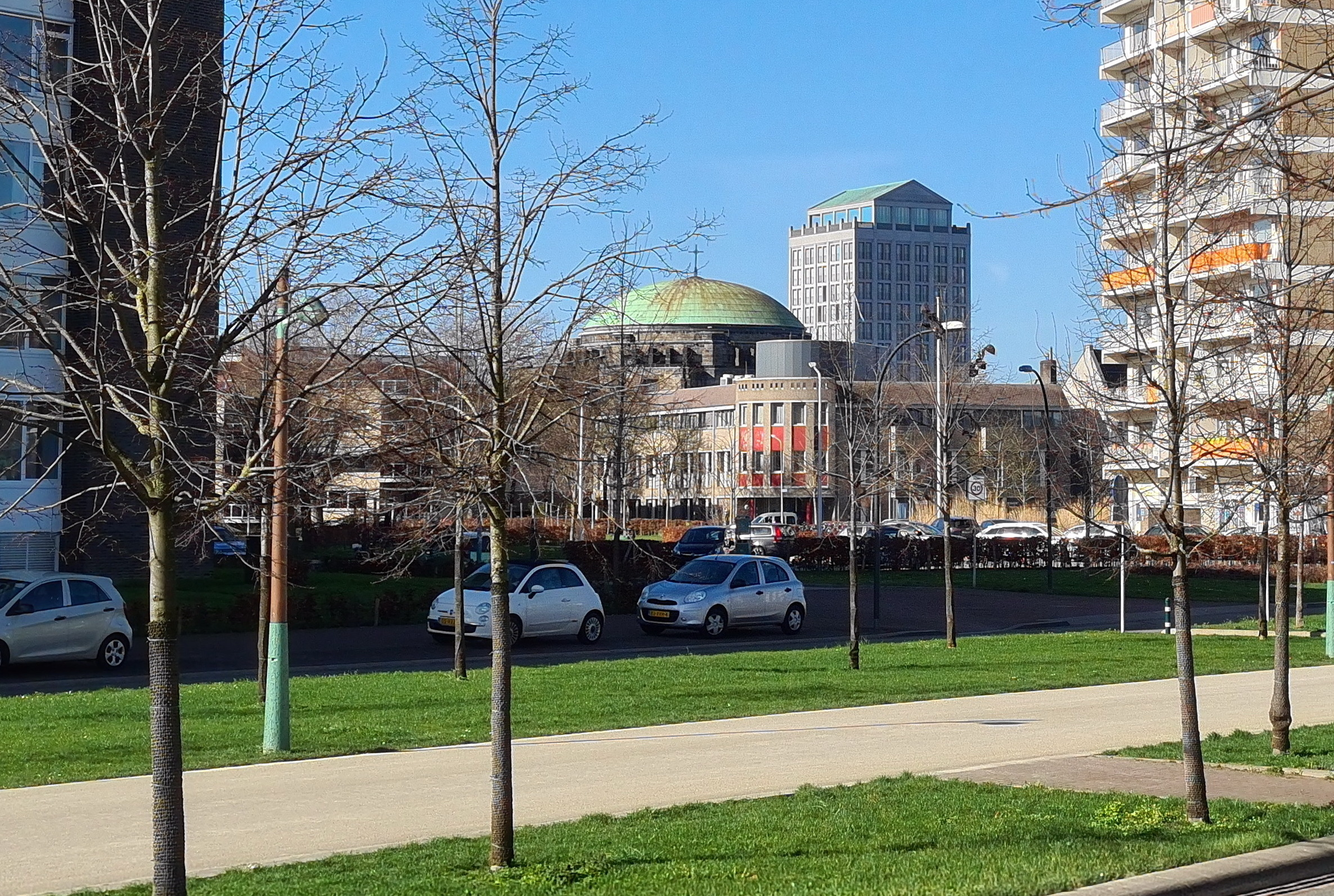
Vanaf de Groene Loper
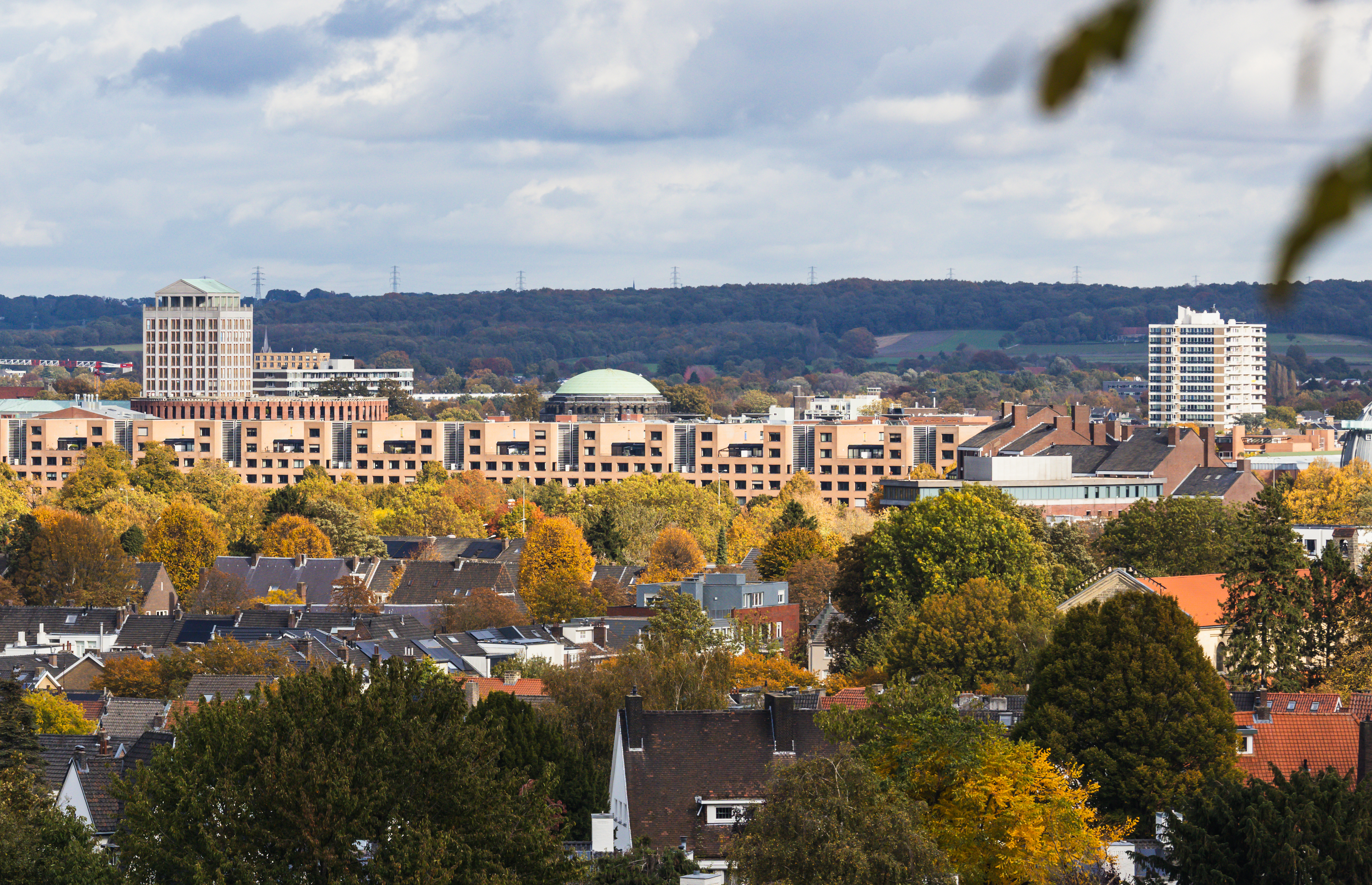
Vanaf de Sint-Pietersberg

## Trivia
- Boosten moest naar verluidt tot 1937 wachten voor hij weer in de gratie kwam bij de Bisschoppelijke Bouwcommissie, waarna hij circa 30 kerken bouwde, echter geen enkele van beton en ook geen centraalbouw.[4]
- De akoestiek van de Koepelkerk is volgens velen desastreus. Het geluid blijft in de centraalbouw rondzingen, waardoor het gesproken woord vrijwel onverstaanbaar wordt.[4]